# Distrikt Chiguirip
Der Distrikt Chiguirip liegt in der Provinz Chota in der Region Cajamarca in Nordwest-Peru. Der Distrikt wurde am 31. Oktober 1896 gegründet. Er hat eine Fläche von 48,1 km². Beim Zensus 2017 wurden 3800 Einwohner gezählt. Im Jahr 1993 lag die Einwohnerzahl bei 5010, im Jahr 2007 bei 4678. Sitz der Distriktverwaltung ist die 2634 m hoch gelegene Ortschaft Chiguirip mit 330 Einwohnern (Stand 2017). Chiguirip liegt 16 km nordnordwestlich der Provinzhauptstadt Chota.

## Geographische Lage
Der Distrikt Chiguirip liegt in der peruanischen Westkordillere im Nordwesten des Ostteils der Provinz Chota. Das Gebiet wird vom Río Tuspon, einem Zufluss des Río Tacabamba, nach Osten hin entwässert.
Der Distrikt Chiguirip grenzt im Westen an den Distrikt Cutervo (Provinz Cutervo), im Norden an den Distrikt Tacabamba, im Osten an den Distrikt Conchán sowie im Süden an den Distrikt Chota.

## Ortschaften im Distrikt
Neben dem Hauptort Chiguirip gibt es noch folgende größere Ortschaften im Distrikt:
- Marayhuaca (332 Einwohner)
- Pichugan (347 Einwohner)
- Sacus (245 Einwohner)
- Tugusa (901 Einwohner)